# Ceratozamia euryphyllidia
Ceratozamia euryphyllidia es una especie de planta de la familia Zamiaceae. Se encuentra en Guatemala y México. Está amenazado (en peligro crítico) por la pérdida de hábitat.

## Descripción
Esta planta tiene un tallo parcialmente subterráneo,  de menos de 20 cm de longitud. Las hojas  de 2 a 3,2 m de largo, ligeramente pubescentes cuando jóvenes, pero se vuelven glabras con la edad. Cada planta posee de 5 a 10. Están equipadas con 12-26 folíolos distribuidos en la columna alternativamente, de color verde oscuro, ovalados y terminando un poco sesgados. Cada hoja es 18-31 cm de largo y 9-16 cm de ancho. El peciolo de las hojas tiene unas espinas en la mitad inferior. Es una especie dioica, con conos femeninos verdes, fusiforme, de 28 cm de largo y con un pedúnculo tomentoso. Los conos masculinos son de color marrón oscuro, de 20 cm de largo y 5 cm de diámetro. 

## Distribución y hábitat
La distribución de esta especie se limita al Istmo de Tehuantepec, entre los estados de Oaxaca y Veracruz, México. Prefiere zonas sombreadas del bosque en los bosques tropicales. Se encuentra generalmente en baja a media altura, de 120 y 500 metros. [1]

## Taxonomía
Ceratozamia euryphyllidia fue descrita por Vázq.Torres, Sabato & D.W.Stev. y publicado en Brittonia 38(1): 1–9, f. 1–5. 1986.